# Йоан Раул Петралифа
Йоан Комнин Раул Дука Ангел Петралифа (на гръцки: Ἱωάννης Κομνηνός Ῥαούλ Δούκας Ἄγγελος Πετραλίφας; починал ок. 1274) е византийски благородник и военачалник по време на управлението на император Михаил VIII Палеолог (1259 – 1282).

## Биография
Йоан Раул Петралифа е най-големият син на Алексий Раул и неназована племенница на никейския мператор Йоан III Ватаци (1221 – 1254). Имал още трима други братя, от които двама са известни по име, Мануел и Исак. Раулите, както всички семейства от традиционната аристокрация, са репресирани при Теодор II Ласкарис (1254 – 1258), който се стремял да намали властта и влиянието на благородниците и предпочитал да издига на важни постове хора със скромен произход като братята Музалони. Една от сестрите на Йоан е омъжена за Андроник Музалон – брата на протежето на императора, Георги Музалон, а Йоан и братята му били хвърлени в затвора.
Поради това след смъртта на Теодор II. пеез 1258 г. семейство Раули активно подкрепя убийството на братята Музалони и последвалата узурпация на властта от Михаил VIII Палеолог (1259 – 1282), по чието време Рауилите са възнаградени с високи държавни длъжности: след военните си успехи през следващите няколко години Йоан е издигнат в протовестиарий, наследявайки титлата от Георги Музалон. През 1259 г. Михаил Палеолог изпраща Йоан заедно с Йоан Палеолог и Алексий Стратегопул в кампания срещу Епиро-ахейския съюз в Македония, която завършва с решителната победа на Никея в битката при Пелагония. След победата Стратегопул и Раул превземат Арта и обсаждат Янина. Техните успехи обаче били бързо неутрализирани от Йоан Дука, незаконния син на епирския деспот. Нищо повече не се знае за Йоан Раул Петралифа след това, освен че е починал ок. 1274 .

## Семейство
През 1261 г. Йоан се жени за Теодора Палеологина Кантакузина, племенница на Михаил VIII и вдовица на Георги Музалон. От нея той има поне две дъщери, Ирина и Анна. Ирина се омъжва за багренородния Константин Палеолог, третия син на Михаил VIII.

## Цитирана литература
- ((en)) Kazhdan, Alexander (ed) (1991). The Oxford Dictionary of Byzantium. Oxford and New York: Oxford University Press, ISBN 0-19-504652-8, COBISS.BG-ID: 1107246820, https://archive.org/details/odb_20210521/mode/2up
- Macrides, Ruth (2007). George Akropolites: The History – Introduction, Translation and Commentary. Oxford: Oxford University Press, ISBN 978-0-19-921067-1, https://books.google.com/books?id=v_0LdWboHXwC
- Nicol, Donald M (1994). Theodora Raoulaina, Nun and Scholar, c. 1240–1300. The Byzantine Lady: Ten Portraits, 1250–1500, pp. 33–47
- Polemis, Demetrios I. (1968). The Doukai: A Contribution to Byzantine Prosopography. London: The Athlone Press, https://books.google.com/books?id=Sx5dAAAAIAAJ
- Vougiouklaki, Penelope (2003). John Raoul. – Encyclopedia of the Hellenic World, Asia Minor. Foundation of the Hellenic World, http://www.ehw.gr/l.aspx?id=9325, посетен на 21 август 2012
- ((de)) Trapp, Erich; Beyer, Hans-Veit; Walther, Rainer et al. (2001) [1976–1996]. 24125 Ῥαούλ, Ἱωάννης Κομνηνός Δούκας Ἄγγελος Πετραλίφας. – Prosopographisches Lexikon der Palaiologenzeit, CD-ROM. Wien: Verlag der Österreichischen Akademie der Wissenschaften, ISBN 3-7001-3003-1, https://archive.org/details/ErichTrappProsopographischesLexikonDerPALAIOLOGENZEIT/page/n4378/mode/1up?view=theater

|  | Тази страница частично или изцяло представлява превод на страницата John Raoul Petraliphas в Уикипедия на английски. Оригиналният текст, както и този превод, са защитени от Лиценза „Криейтив Комънс – Признание – Споделяне на споделеното“, а за съдържание, създадено преди юни 2009 година – от Лиценза за свободна документация на ГНУ. Прегледайте историята на редакциите на оригиналната страница, както и на преводната страница, за да видите списъка на съавторите. ВАЖНО: Този шаблон се отнася единствено до авторските права върху съдържанието на статията. Добавянето му не отменя изискването да се посочват конкретни източници на твърденията, които да бъдат благонадеждни. |